# Hermann Arthur Lier
Pour les articles homonymes, voir Lier.
Hermann Arthur Lier (né le 1er février 1857 à Herrnhut et mort le 8 février 1914 à Radebeul) est un bibliothécaire et publiciste allemand.

## Biographie
Après avoir obtenu son diplôme d'études secondaires à Zittau, Lier étudie d'abord l'histoire (entre autres avec Wilhelm von Giesebrecht) et l'histoire de l'art à Munich. À partir de 1879, il poursuit ses études à l'Université de Leipzig, où il obtient son doctorat en 1882 avec la thèse Der Augsburgische Humanistenkreis mit besonderer Berücksichtigung Bernhard Adelmann von Adelmannsfelden (de), pour laquelle il utilise un traité qu'il écrit déjà en 1880.
L'année précédente, il a déjà travaillé comme ouvrier à la Bibliothèque publique royale de Dresde. Là, il est nommé quatrième gardien en 1888 et bibliothécaire en 1896 et travaille au Palais Japonais, la maison de la bibliothèque à l'époque, jusqu'à sa mort. Lier joue un rôle majeur dans le transfert de la bibliothèque princière du duché d'Œls en 1885. Après la mort du duc Guillaume de Brunswick (1806-1884), elle entre en possession du roi Albert de Saxe, qui en fait don à la bibliothèque de Dresde.
Ses activités journalistiques se reflètent dans de nombreux essais et livres sur les beaux-arts, mais aussi sur les fonds de la bibliothèque de Dresde. Il publie de nombreux articles dans des journaux et des magazines sur ces sujets. Il collabore également au « Allgemeinen historischen Porträtwerk » de Woldemar von Seidlitz et à l'Allgemeine Deutsche Biographie. En 1913, Lier reçoit la croix de chevalier de 1re classe, de l'Ordre d'Albert.
Lier est mort chez lui dans le quartier de Serkowitz de Radebeul, au 4 Mozartstrasse. Sa tombe se trouve à Kötzschenbroda dans le cimetière de Radebeul-Ouest (de).

## Publications
- « Der Augsburgische Humanistenkreis mit besonderer Berücksichtigung Bernhard Adelmann's von Adelmannsfelden » in Zeitschrift des Historischen Vereins für Schwaben und Neuburg, vol. 7, 1880, ZDB-ID 958221-6, p. 68–108 (lire en ligne).